# آسيا (فلم)
آسيا هو فيلم دراما إسرائيلي من بطولة ألينا ييف وشيرا هاس، عرض الفيلم لأول مرة خلال مهرجان تريبيكا السينمائي 2020.